# Asplenium × incisoserratum
Asplenium × incisoserratum là một loài dương xỉ trong họ Aspleniaceae. Loài này được Rosenst. N. Murak. & R.C. Moran mô tả khoa học đầu tiên năm 1993.